# Мільтон Скарон
Мільтон Скарон (ісп. Milton Scaron, 22 серпня 1936) — уругвайський баскетболіст.
Учасник Олімпійських Ігор 1956, 1960 років.
Бронзовий призер Олімпійських ігор 1956 року.